# Lex Romana Curiensis
Die Lex Romana Curiensis (= Römisches Recht für Chur) ist eine mittelalterliche, wohl zwischen 700 und 750 entstandene, römischrechtliche Aufzeichnung von weltlichen Texten in lateinischer Sprache (Repertorium Fontium 7, 232). Gesetzeskraft kam der von einem Anonymus, möglicherweise einem Kleriker, herrührenden Privatsammlung – trotz ihrer Bezeichnung als lex – unmittelbar nicht zu, wenngleich sie kulturgeschichtlich für die Regionen Graubündens und Vorarlbergs von großer Bedeutung ist. Teilweise wird darüber hinaus auch davon ausgegangen, dass der Verfasser ein Notar gewesen sei, da er die Urkundensprache beherrscht und sich mit der Praxis der Gerichte ausgekannt habe.
Die Kompilation verwendet Auszüge aus der Lex Romana Visigothorum von 506, auch Breviarium Alarici(anum) genannt, und weiteren Quellen des nachklassischen weströmischen Vulgarrechts. Beeinflusst ist sie von fränkischen und teils nicht eindeutig bestimmbaren Rechtsvorstellungen. Auffällig für die Forschung ist das fehlende Verständnis des Bearbeiters für die Rechtsvorlage, die den zunehmenden Untergang der römischen Rechtskenntnisse deutlich aufdecke, denn ihr Inhalt charakterisiere sie als Darstellung eines Rechtszustandes, der von demjenigen des Breviars Alarich II. vollständig verschieden sei. Das exzerpierte Recht trägt daher weitere überlieferte Bezeichnungen wie Lex Rhaetica Curiensis (Gesetz Churrätiens) und Lex Romana Utinensis (römisches Gesetz von Udine), was auf eine norditalienische Verbreitung schließen lässt. Sowohl zum Zeitpunkt seiner Entstehung als auch zum Ort der Herstellung war lange gestritten worden. Diskutiert wurden Datierungen von der Langobardenzeit bis ins 10. Jahrhundert. Die heutige Ansicht, dass das Werk im 8. Jahrhundert entstanden ist, ergibt sich unter anderem aus Vergleichen mit den bischöflichen Capitula Remedii von Anfang des 9. Jahrhunderts. So enthält die Lex Romana Curiensis noch Worte wie milites oder principes, die in den späteren Capitula bereits fehlen und es fehlen in der Lex Romana Curiensis Institute wie das Hofbeamtentum des Bischofes oder das Kompositionensystem, die die Capitula kennen. Die Lex Romana Curiensis kennt auch noch nicht den Zusammenschluss des Bistums und der rätischen Grafschaft, womit eine Zeit vor 765 ermittelt wird. Ein Vergleich mit anderen rätischen Urkunden spricht für die Datierung in die erste Hälfte des 8. Jahrhunderts.
Überliefert ist das Rechtskonvolut in drei Handschriften, zwei rätischer, eine veronesischer Provenienz. Die Handschriften befinden sich in der Stiftsbibliothek und im Stiftsarchiv in St. Gallen sowie in der Universitätsbibliothek Leipzig. Die Handschriften in St. Gallen entstammen der Zeit zwischen 800 und 850. Die Handschrift in Leipzig stammt aus dem ersten Drittel des 9. Jahrhunderts und gilt als Werk der Schule des Archidiakons Pacificus von Verona. Diese Handschrift wird auch als Codex Utinensis bezeichnet, weil sie am Ende des 18. Jahrhunderts noch im Archiv der Domkirche von Udine lag, wo sie Paolo Ciancani (1725–1810) als Vorlage für die 1789 erschienene Editio princeps des Textes diente. Das Handwörterbuch zur deutschen Rechtsgeschichte gibt noch ein Fragment im Codex A 220 inf. der Biblioteca Ambrosiana in Mailand an. Nach übereinstimmenden anderen Angaben befindet sich das Fragment im Kapitelsarchiv von Sant’Ambrogio. Die Form des genutzten Lateins der Lex Romana Curiensis wird als Vulgärlatein bezeichnet.
Nachdem früher die Auffassung vertreten wurde, die lex gebe churrätisches Recht der damaligen Zeit wieder, wird dies heute als unzutreffend betrachtet, da inhaltliche Fehldeutungen der Vorlage und der bestenfalls rezeptorische Wille des Bearbeiters nachgewiesen wurden. Heute gilt es auch als erwiesen, dass primär geltendes – römisch geprägtes – Gewohnheitsrecht (verschiedene Stammesrechte) durch die Aufzeichnung nicht angetastet werden sollte, durch dieses vielmehr verfremdet wurde, was seine Bedeutung für die Rechtsgeschichte ausmacht.

## Ausgaben
- Gustav Friedrich Hänel: Lex Romana Visigothorum, Leipzig 1849, 17–425 (BV) (vermischt mit anderen Quellen)
- Elisabeth Meyer-Marthaler: Lex Romana Curiensis (Sammlung schweizerischer Rechtsquellen, 15,1,1), Aarau 1959 (1966), S. 1–613 (= kritische Edition parallel zu den entsprechenden Abschnitten in der Lex Romana Visigothorum).